# Endstabilität
Als Endstabilität wird bei Kanus wie bei anderen Booten und Schiffen die Stabilität des Rumpfs gegen Kentern bei Schräglage oder auf bewegtem Wasser (Wellen) bezeichnet. Bei einer hohen Endstabilität führen die Auftriebskräfte nicht zu einer plötzlichen Verstärkung der Schräglage. Ob dabei die Rückstellkräfte, die das Boot wieder in Normallage bringen wollen, groß oder klein sind, ist bei der Bewertung der Endstabilität nicht relevant. Auch eine sachte Verstärkung der Schräglage durch den Auftrieb, die leicht durch Paddelstütze abgefangen werden kann, ist bei guter Endstabilität möglich.
Ein Kanu mit hoher Endstabilität kann somit leicht und sicher angekantet werden, um verschiedene Paddelmanöver auszuführen. Auch für das Abreiten von seitlich anrollenden Wellen ist eine hohe Endstabilität vorteilhaft.
Die Endstabilität wird stark durch das Rumpfdesign des Kanus definiert. Außer dem Längen-Breiten-Verhältnis spielt auch die Bodenform und der Übergang zwischen Boden und Seitenwand eine große Rolle. Verallgemeinernd gilt, dass Flachboden mit scharfem Übergang in die Seitenwand eine schlechte Endstabilität bedingt, ein V- oder Rundboden mit weichem Übergang in die Seitenwand dagegen vorteilhaft für eine hohe Endstabilität ist. Gleichermaßen verallgemeinernd gilt, dass die Endstabilität in begrenztem Rahmen gegenläufig zur Ausgangsstabilität ist.